# Fundidores de Monterrey
Stade
Les Fundidores de Monterrey sont une équipe mexicaine de football américain basée à Monterrey au Nuevo León. Ils appartiennent à la Ligue de football américain (LFA) du Mexique depuis la saison 2017. L'équipe a pour première installation l'Estadio Tecnológico de Monterrey. Toutefois, en raison de la démolition de ce dernier, elle est déplacée à l'Estadio Nuevo Leon Unido.

## Histoire
Les Fundidores sont fondés en septembre 2016 en tant qu'équipe d'expansion de la LFA pour la saison 2017.
Ils sont (avec les Dinos) la première équipe hors de la capitale et de sa zone suburbaine, car les Mayas (champions 2017), les Eagles (les Mexicas depuis 2018) et les Condors jouent à Mexico, en plus des Raptors qui évoluent dans la ville voisine de Naucalpan, dans l'État de Mexico. Le logo de l'équipe de Monterrey est une flamme ou une étincelle stylisée et son uniforme est jaune avec un casque noir.

### Saison 2017
Le premier match de l'histoire de la franchise a lieu le 18 février 2017 contre l'autre nouveau venu de la LFA, les Dinos de Saltillo. Il se solde par une défaite des Fundidores sur le score de 16-33, devant 3 500 personnes au Stade Olympique de Saltillo.
Durant la sixième semaine, le 2 avril 2017, lors du deuxième match contre le rival divisionnaire, les Dinos, Chad «Ochocinco» Johnson - six fois Pro Bowler dans la NFL - participe au match. Il termine avec 3 réceptions et un touchdown pour Monterrey. Ce match sera leur deuxième et dernière victoire de la saison, terminant avec un bilan de 2-5, ils ne se qualifient pas pour les séries éliminatoires.

### Saison 2018
Huit nouveaux joueurs font partie de l'effectif 2018 « norteño », dont sept des Auténticos Tigres de l'université autonome du Nuevo Léon,, le quarterback titulaire de la saison passée, Roberto Vega, restant à son poste pour diriger l'offensive, sous les ordres du nouvel entraîneur chef, Israel González.
Les rivaux du nord, les Dinos, croisent de nouveau la route des Fundidores lors du match inaugural de la saison 2018 le vendredi 16 février. Contrairement au précédent duel d'ouverture, Monterrey l'emporte 17-0.
Lors de la troisième semaine, ils remportent leur seconde victoire de la saison, 45-15, contre les Raptors et peuvent envisager les playoffs. Cependant, lors du dernier match, qu'ils doivent gagner, de nouveau contre les Raptors, la défaite et l'élimination sont au rendez-vous,. Le bilan final est le même que l'année passée, 2-5.

### Saison 2019
Bien que le légendaire Roberto Vega est à l’origine envisagé, les Fundidores demanderont à l’Américain Kasey Peters de jouer en tant que quarterback lors de la saison 2019 de la LFA.
Dans leur troisième campagne, l'équipe est restée au stade Nuevo León Unido, disputant leurs matchs à domicile les vendredis soir. Pour la saison 2019, le personnel des entraîneurs dirigés par HC Israel González est resté. En saison régulière, ils ont un bilan négatif de 3-5, toutefois parce que le concurrent pour la deuxième place, les Dinos de Saltillo ont un bilan égal, le critère de départage envoie les Fundidores à leur première post-saison,. L’équipe de la Regio n’a pas pu être couronnée championne de la division après avoir perdu contre l’équipe des Raptors lors d’un match historique pour la LFA qui s’est terminé en prolongation par un marqueur de 100 points au total (53-47).

### Saison 2020
Les Fundidores changent de stade pour la saison 2020 et passent du stade Nuevo León Unido au stade Borregos de l'ITESM Monterrey. Carlos Strevel remplace l'ancien entraîneur principal Israel González qui termine la saison 2019 sur un bilan de trois victoires pour cinq défaites.

## La draft
| Tour | Sél | Prénom              | Nom                 | Université             |
| ---- | --- | ------------------- | ------------------- | ---------------------- |
| 1    | 5   | Ivan Sergio         | Barragán Leal       | Autenticos Tigres      |
| 2    | 11  | Raymundo            | Vega Ruíz           | Auténticos Tigres UANL |
| 3    | 17  | Christian Alejandro | Hernández Delgado   | Auténticos Tigres UANL |
| 4    | 23  | Edgardo             | Garza Lerma         | Autenticos Tigres      |
| 5    | 29  | Jesus Santana       | Gonzales            | Autenticos Tigres      |
| 6    | 35  | Aaron Isaac         | Mendoza Ruiz        | Autenticos Tigres      |
| 7    | 41  | Francisco Javier    | Garcia Ramirez      | Autenticos Tigres      |
| 8    | 43  | Max Ismael          | Villareal Maldonado | Autenticos Tigres      |
| 8    | 45  | Daniel              | Orios               | UAdeC                  |
| 8    | 47  | Jesus Gerardo       | Rendon Torres       | UAdeC                  |

## Les joueurs
| N° | Joueur                                   | Pos | Poids | Taille | Âge | Équipe universitaire  |
| -- | ---------------------------------------- | --- | ----- | ------ | --- | --------------------- |
| 1  | JULIO CESAR LOPEZ VALDEZ                 | LB  | 95    | 1.77   | 31  | A. TIGRES UANL        |
| 2  | JESÚS CANTÚ MUÑOZ                        | DB  | 85    | 1.82   | 31  | A. TIGRES UANL /DINOS |
| 3  | MARIO ALEJANDRO SOTO ESQUER              | LD  | 105   | 1.9    | 28  | BORREGOS ITESM MTY    |
| 4  | LUIS ROBERTO ARAUJO COTA                 | WR  | 82    | 1.78   | 30  | A. TIGRES UANL        |
| 5  | CHRISTIAN ALEJANDRO HERNÁNDEZ DELGADO    | LB  | 90    | 1.85   | 25  | A. TIGRES UANL        |
| 6  | ROLANDO MEDINA SALINAS                   | WR  | 75    | 1.7    | 27  | A.TIGRES UANL         |
| 7  | ALFONSO TORRES CORRAL                    | LB  | 85    | 1.80   | 24  | LINCES F.C.A.         |
| 8  | AARON ISAAC MENDOZA RUIZ                 | WR  | 86    | 1.81   | 26  | A.TIGRES UANL         |
| 9  | GUSTAVO PADILLA PONTVIANNE               | TE  | 117   | 1.95   | 27  | A.TIGRES UANL         |
| 11 | RODRIGO OREA ESCOBAR                     | LB  | 93    | 1.81   | 29  | BORREGOS ITESM MTY    |
| 12 | ROBERTO ISAIAS VEGA ARROYO               | QB  | 110   | 1.90   | 30  | A. TIGRES UANL        |
| 13 | JUAN CARLOS ESCALANTE GUTIERREZ          | SF  | 94    | 1.85   | 28  | A. TIGRES UANL        |
| 14 | LUIS ENRIQUE DE LA TORRE TAVIZÓN         | WR  | 88    | 1.90   | 27  | A.TIGRES UANL         |
| 15 | JORGE ALBERTO MARTÍNEZ SALAZAR           | QB  | 98    | 1.85   | 29  | BORREGOS ITESM MTY    |
| 16 | JOSÉ MARÍA GOMEZ SALINAS                 | LB  | 93    | 1.78   | 29  | U. A. T.              |
| 17 | PEDRO ANTONIO VILLARREAL ARRIAGA         | SS  | 82    | 1.80   | 28  | A.TIGRES UANL         |
| 20 | MANUEL ALEJANDRO ALANIS GALLEGOS         | RB  | 90    | 1.70   | 31  | A.TIGRES UANL         |
| 21 | FRANCISCO JAVIER GARCIA MARTÍNEZ         | DB  | 80    | 1.84   | 26  | A. TIGRES UANL        |
| 22 | ADRIAN ALEJANDRO FLORES GARCIA           | RB  | 81    | 1.73   | 29  | A.TIGRES UANL         |
| 23 | ALCIDES AARON BENITEZ TAMEZ              | DB  |       |        |     |                       |
| 24 | SERGIO ALEJANDRO CANTÚ MUÑOZ             | DB  | 90    | 1.77   | 32  | BORREGOS ITESM MTY    |
| 25 | MARCOS TREVIÑO SCHOBERT                  |     |       |        |     |                       |
| 26 | JORGE FRANCISCO CANTÚ MUÑOZ              | DB  | 85    | 1.82   | 31  | A. TIGRES UANL /DINOS |
| 27 | DAVID EDUARDO VILLARREAL GARZA           | DB  | 73    | 1.74   | 28  | A. TIGRES UANL        |
| 28 | DEZERICK REED                            | RB  |       |        |     |                       |
| 29 | DAVID ORANDAY TRIGO                      | DB  | 81    | 1.90   | 26  | BORREGOS ITESM MTY    |
| 43 | RICARDO VILLARREAL PEÑA                  | TE  | 120   | 1.78   | 29  | A. TIGRES UANL        |
| 44 | ERNESTO AGUIÑAGA REYES                   | DL  | 120   | 1.88   | 26  | A. TIGRES UANL        |
| 47 | MIGUEL ANGEL BERRUETO GONZÁLEZ           | LB  | 106   | 1.87   | 28  | A. TIGRES UANL        |
| 48 | GERARDO JORGE ZAMORA TELLEZ              | LB  | 105   | 1.86   | 29  | U. REGIOMONTANA       |
| 51 | GERARDO ENRIQUE RAFAEL HERNÁNDEZ AREVALO | OL  | 180   | 2.03   | 32  | A. TIGRES UANL        |
| 52 | HECTOR FERNANDO PEÑA TORRES              | LB  | 94    | 1.82   | 34  | A. TIGRES UANL        |
| 54 | EFRAIN RAFAEL LOPEZ QUINTANILLA          | DL  | 106   | 1.85   | 30  | U. METROPOLIT. DE MTY |
| 56 | SERGIO ALBERTO GONZÁLEZ HERNÁNDEZ        | OL  | 134   | 1.81   | 27  | A. TIGRES UANL        |
| 65 | IVAN SERGIO BARRAGAN LEAL                | OL  | 133   | 1.86   | 25  | A. TIGRES UANL        |
| 70 | SANTIAGO MALTOS DÍAZ                     | OL  | 150   | 1.89   | 29  | A. TIGRES UANL        |
| 71 | JOSÉ ERNESTO HERNÁNDEZ AREVALO           | OL  | 125   | 1.93   | 34  | A. TIGRES UANL        |
| 78 | RAYMUNDO VEGA RUIZ                       | OL  | 140   | 1.80   | 25  | A. TIGRES UANL        |
| 85 | JESÚS SANTANA GONZÁLEZ                   | WR  | 92    | 1.84   | 25  | A.TIGRES UANL         |
| 89 | CESAR ALEJANDRO DEL BOSQUE TREVIÑO       | TE  |       |        |     |                       |
| 90 | MIQUEAS CRUZ MORALES                     | DL  | 130   | 1.84   | 32  | A. TIGRES UANL        |
| 92 | ALBERTO JAVIER ALEJANDRO DUEÑAS          | DL  | 110   | 1.90   | 31  | U. METROPOLIT. DE MTY |
| 93 | OCTAVIO NOÉ GONZALEZ CHAPA               | DL  |       |        |     |                       |

## Les statistiques
| Saison | Entraîneur       | Saison régulière | Saison régulière | Saison régulière | Playoffs | Playoffs | Playoffs                                                |
| Saison | Entraîneur       | Bilan            | Pct              | Classement       | Bilan    | Pct      | Résultat                                                |
| 2017   | Leopoldo Treviño | 2-5              | 0.286            | 3e Division Nord | —        | —        | Non qualifiés                                           |
| 2018   | Israel González  | 2-5              | 0.286            | 3e Division Nord | —        | —        | Non qualifiés                                           |
| 2019   | Israel González  | 3-5              | 0.375            | 2e Division Nord | 0-1      | 0.000    | Battus 53-47 par les Raptors en championnat de division |

## Le calendrier
| Semaine | Date       | Heure | Adversaire |
| ------- | ---------- | ----- | ---------- |
| 1       | 22 février | 21 h  | Dinos      |
| 2       | 2 mars     | 13 h  | Osos       |
| 3       | 8 mars     | 21 h  | Raptors    |
| 4       | 17 mars    | 12 h  | Condors    |
| 5       | 22 mars    | 21 h  | Artilleros |
| 6       | 30 mars    | 18 h  | Dinos      |
| 7       | 7 mars     | 12 h  | Raptors    |
| 8       | 12 mars    | 21 h  | Osos       |